# Morzeszczyn (gmina)
Morzeszczyn to kociewska gmina wiejska w województwie pomorskim w powiecie tczewskim. W latach 1975–1998 położona była w województwie gdańskim. Siedzibą gminy jest wieś Morzeszczyn.
W skład gminy wchodzi 11 sołectw: Borkowo, Dzierżążno, Gąsiorki, Gętomie, Kierwałd, Królów Las, Lipia Góra, Majewo, Morzeszczyn, Nowa Cerkiew i Rzeżęcin.
Według danych z 30 czerwca 2004 roku gminę zamieszkiwały 3792 osoby.

## Położenie
Gmina ulokowana jest w obrębie Pojezierza Starogardzkiego w zasięgu zlewni rzeki Wierzycy i jej dopływu rzeki Janki. Północno-wschodnia część położona jest w obrębie Gniewskiego Obszaru Chronionego Krajobrazu. Gmina Morzeszczyn położona jest w południowej części woj. Pomorskiego, ok. 76 km od stolicy regionu – Gdańska, ok. 42 km od stolicy powiatu – Tczewa. Teren graniczy administracyjnie z następującymi gminami: 
- od zachodu z gminą Bobowo i Skórcz (gmina wiejska)
- od północy z gminą Pelplin
- od wschodu z gminą Gniew
- od południa z gminą Smętowo Graniczne

## Struktura powierzchni
Gmina stanowi 13,08% powierzchni powiatu. Według danych z roku 2005 gmina Morzeszczyn ma obszar 91,24 km², w tym:
- użytki rolne: 72%
- użytki leśne: 17%
- grunty zabudowane, nieużytki, wody płynące, małe jeziora: 10%

## Infrastruktura

### Szlaki komunikacyjne
Podstawowe powiązania realizowane są przez drogę wojewódzką nr 234 łączącą Gniew ze Skórczem.

### Kolej
Przez teren gminy osiowo przebiega zelektryfikowana, magistralna linia kolejowa Śląsk – Gdańsk. Stacje z przystankami osobowymi obsługującymi obszar gminy są w miejscowościach Majewo oraz Morzeszczyn.

### Autostrada
Przez teren gminy przebiega odcinek sekcji 4 autostrady A1. Najbliższe gminie węzły komunikacyjne, znajdują się w Ropuchach i Kopytkowie.

## Demografia

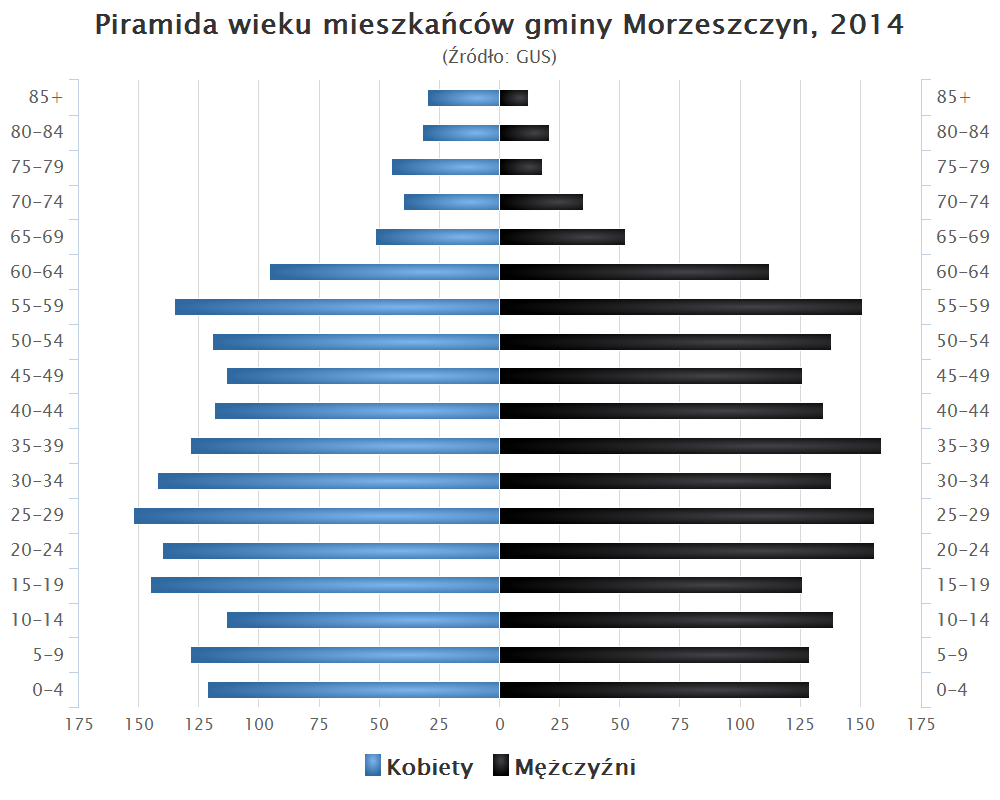
Piramida wieku mieszkańców gminy Morzeszczyn w 2014 roku

Dane z 30 czerwca 2004 roku:
| Opis                              | Ogółem | Ogółem | Kobiety | Kobiety | Mężczyźni | Mężczyźni |
| --------------------------------- | ------ | ------ | ------- | ------- | --------- | --------- |
| jednostka                         | osób   | %      | osób    | %       | osób      | %         |
| populacja                         | 3792   | 100    | 1901    | 50,1    | 1891      | 49,9      |
| gęstość zaludnienia (mieszk./km²) | 41,6   | 41,6   | 20,8    | 20,8    | 20,7      | 20,7      |

## Historia
Udokumentowane dzieje gminy sięgają XIII wieku, tj. okresu władania tymi terenami przez Zakon Cystersów, natomiast najstarsze ślady pobytu ludzi na terenie gminy Morzeszczyn pochodzą z 9 tysiąclecia p.n.e. Zlokalizowano je w okolicach Nowej Cerkwi.
W 1276 roku do Pelplina przybyli Cystersi. Otrzymali oni z nadania księcia pomorskiego Mestwina II znaczny kompleks dóbr obejmujący również dużą część dzisiejszej gminy Morzeszczyn. W opactwie pelplińskim znalazły się dotychczasowe osady książęce między lewym brzegiem Janki i Liski. W skład dóbr cysterskich weszły sioła i przysiółki z okolic grodziska Skoszów, Borkowa i Nowej Cerkwi, a także osady rodowe z rejonu Rzeżęcina (pierwotnie zwane Radzięta) i Morzeszczyna (wcześniejsze Morzęta). W 1294 roku Cystersi uzyskali jeszcze dodatkowo ziemie na prawym brzegu Janki, określone jako połowa Bielskiego Lasu. Darczyńcą był późniejszy król Przemysł II. W obrębie tego nadania prowadzono później karczunki i lokowano wieś Królów Las. Cystersi zmienili życie tutejszej ludności. Zwolnili miejscowych z płacenia dziesięcin. Osuszali bagna i uczyli uprawiać ciężkie gleby gliniaste. Wprowadzili pług żelazny, zasady płodozmianu i odłogowania gruntów. Zorganizowali też rozproszone osadnictwo w zwarte wspólnoty wiejskie. Wytyczyli granice wsi, grunty parafialne sołeckie i gburskie, ustanowili prawo i władzę oraz powinności mieszkańców. Powstające wsie, młyny i murowane kościoły były oznaką rozwoju gospodarczego tych ziem. Istniejące do dziś wsie i osady lokowane były w wiekach średnich. Lokacje rozpoczęto od wsi Nowa Cerkiew i folwarku cysterskiego Borkowo.
XIX wiek to ożywienie gospodarcze, to także folwarki - majątki ziemskie powstałe na wydzielonych gruntach wiejskich po uwłaszczeniu wsi. Fakt ten w XIX wieku zapoczątkował żywszy proces obrotu ziemią, rozwój części układów wiejskich, a także procesy parcelacyjne i wzmożenie akcji osadniczej.
W wyniku przeprowadzonej przez rząd polski w latach 1935 – 1939 akcji osadniczej powstały tzw. „poniatówki”, które do dzisiejszych czasów wtapiają się w krajobraz tutejszych wsi. Po 1945 roku majątki ziemskie przejęło państwo i powstały w nich Państwowe Gospodarstwa Rolne. Historycznie ukształtowane układy przestrzenne majątków i wsi ulegały zmianom - zniknęły dwory, przekształcano folwarki, zaniedbano parki, a część wsi uzyskała nowe przestrzenne i architektoniczne oblicze.

## Turystyka

### Przyroda
Do najcenniejszych przyrodniczo obszarów (poza terenem położonym w granicach Gniewskiego Obszaru Chronionego Krajobrazu) należy układ dolin rzecznych. Dotyczy to szczególnie wschodniej części gminy cechującej się dobrze zachowanymi zbiorowiskami roślinnymi oraz doliny Janki pełniącej funkcję ważnego korytarza ekologicznego. Na terenie gminy znajdują się ponadto cztery pomniki przyrody. Są to: dąb szypułkowy o obwodzie 5,3 m umiejscowiony w Borkowie, dwa głazy narzutowe o obwodzie 4 i 6 m położone w Dzierżążnie oraz klon jawor o obwodzie 2,5 m znajdujący się w Morzeszczynie.

### Architektura
Na terenie gminy znajdują się obiekty architektoniczne: kościoły (w Nowej Cerkwi, Królów Lesie i Dzierżążnie), Pomnik Męczeństwa, młyn w Królów Lesie, oraz XIX-wieczny dworek w Lipiej Górze.

## Szkolnictwo
Funkcje oświatowe pełnią w gminie dwie placówki. Jest to Szkoła Podstawowa z Placówką przedszkolną. Drugą z placówek jest Szkoła Podstawowa im. Marii Konopnickiej w Nowej Cerkwi.

## Sąsiednie gminy
Bobowo, Gniew, Pelplin, Skórcz, Smętowo Graniczne